# Lahti
Lahti ou Lahtis (finlandês: Lahti, PRONÚNCIA; sueco Lahtis,  PRONÚNCIA) é uma cidade e comuna do sul da Finlândia, situada a nordeste da capital Helsínquia, e localizada na margem sul do lago Vesijärvi.
É conhecida por ser o centro dos desportos de inverno do país, com competições internacionais de esqui disputadas anualmente.

Tem uma área de 135 km² e uma população de 121 337 habitantes (2024).
É a capital da região da Päijänne Tavastia (finlandês: Päijät-Häme, sueco: Päijänne Tavastland), no interior do sul da Finlândia.
É uma cidade de expressão finlandesa (enspråkigt finsk). 

## História
Lahtis é uma das cidades mais jovens da Finlândia, tendo recebido o estatuto de cidade em 1905.

## Economia
A economia de Lahti está baseada no comércio e numa indústria variada, com particular proeminência para a ”indústria do móvel” – associada à riqueza florestal da região. Outras atividades económicas importantes são desenvolvidas nos campos do turismo, da cultura e do desporto.

### Transporte
Uma linha férrea de alta velocidade entre Lahti e Helsínquia, permite viajar entre as duas cidades em menos de uma hora.

## Educação
A cidade conta com uma instituição de ensino superior -  a Universidade Técnica de Villmanstrand–Lahti (finlandês: Lappeenrannan–Lahden teknillinen yliopisto, sueco: Villmanstrand–Lahtis tekniska universitet).

## Património histórico, cultural e turístico
A cidade dispõe de um património turístico e cultural, onde pode ser destacado:

- Uma igreja projetada por Alvar Aalto e a câmara municipal foi desenhada por Eliel Saarinen.
- Centro Cultural Sibelius (finlandês: Sibeliustalo, sueco: Sibeliushuset ; Casa de congressos e consertos, onde atua a Orquestra Sinfônica de Lahti)
- Centro de Desportos de Lahti (finlandês: Lahden Urheilukeskus, sueco: Lahtis sportcentrum; albergando a rampa de salto de esqui de Salpausselkä, e a organização de eventos de desportos de inverno)

## Desporto
A cidade é sede do clube de futebol FC Lahti, e possui uma tradição na prática do hóquei no gelo. 

|  |
|  |